# Ternstroemia maltbyi
Ternstroemia maltbyi là một loài thực vật có hoa trong họ Pentaphylacaceae. Loài này được Rose miêu tả khoa học đầu tiên năm 1899.